# Зайцево (Ростовская область)
Зайцево — хутор в Куйбышевском районе Ростовской области.
Входит в состав Кринично-Лугского сельского поселения.

## География

### Улицы
- ул. Новая,
- ул. Советская,
- пер. Победы.

## История
В царские времена в соседнем селе Большая Крепка жил пан Можай. У него было очень много земли. В1885 году земля свободно покупалась и продавалась. Землю соседних сёл Платоивановка, Агрофеновка, Золотарёвка, Дубовики закупили тавричане. Но землю хутора Зайцево первым закупил приехавший с Украины богач Зайцев. Так и назвали этот хуторок Зайцево.
Первыми его жителями были Ткаченко Кузьма и Ксения Иванова, семья Мандрыкиных, Олениковых. В 1930 году началась коллективизация и из села всех вывезли. Осталась семья Ткачено, так как в ней было много детей. И пустовал этот уголок 3 года. А уже в 1933 году в хуторе Зайцево начали заводить скот. Свозили людей, начали обрабатывать землю. Было образовано коллективное хозяйство. В доме, где жил Зайцев открыли детский сад, школу перенесли из Дубовиков. Перед Великой Отечественной войной колхоз возглавлял присланный партией председатель Горохов Яков Макарович. Вернувшись с фронта и продолжив руководство кормосовхозом № 4, председатель выдвинул идею переименовать хутор в Первомайский, но что-то не получилось. Часто менялись руководители совхоза. После Горохова Я. М. был Левченко К. Г., Долгополов, Литюк, Литвинов, Шишкин, Овчаренко, Ткачёв, Дмитренко, Смотров Н.

## Население
| 2010 |
| ---- |
| 234  |